# 베아트릭스 폰 호엔로에랑엔부르크 공녀
베아트릭스 폰 호엔로에랑엔부르크 공녀(Princess Beatrix of Hohenlohe-Langenburg, 1936년 7월 10일 ~ 1997년 11월 15일)는 호엔로에랑엔부르크가 출신의 독일 공녀였다. 에든버러 공작 필립의 조카였으며, 따라서 찰스 3세 왕의 사촌이기도 했다.